# Єременко Іван Гаврилович
Іван Гаврилович Єременко (18 квітня 1916, селище Миропілля, нині Сумської області — 23 липня 2002) — український дефектолог. Доктор педагогічних наук. Професор.

## Біографія
Іван Гаврилович Єременко народився 18 квітня 1916 року у селищі Миропілля на Сумщині в селянській родині. Коли йому ще не виповнилось 16 років, помер батько, а згодом втратив зір старший брат.
На утриманні матері залишилося 5 дітей. В 1932 році він закінчує семирічку і розпочинає навчання на шестимісячних учительських курсах (м. Білопілля на Сумщині). Згодом І. Г. Єременко працює вчителем початкових класів, а через декілька років на посаді інспектора РВНО. У 1934 році він вступає до Полтавського педагогічного інституту, який успішно закінчує у 1938 році і за розподілом призначається на посаду викладача Немирівського педагогічного училища.

## Шлях до визнання
У 1941 році, коли розпочалася німецько-радянська війна, І. Г. Єременко добровільно вступає до лав захисників Вітчизни. Він брав участь в обороні Ленінграда, за що був нагороджений медаллю «За оборону Ленінграда». В подальшому І. Г. Єременко — активний учасник фронтових подій, виконував обов'язки начальника радіостанції. І. Г. Єременко також був і військовим кореспондентом дивізійної газети «Родина зовет», на сторінках якої часто публікували його репортажі про фронтові події. За участь у німецько-радянській війні (1941—1945 рр.) І. Г. Єременко був нагороджений багатьма урядовими нагородами, зокрема, орденами «Червоної Зірки», «Вітчизняної війни» 2-го ступеня, медалями «За відвагу», «За бойові заслуги», «За перемогу над Німеччиною» та інші.
Після демобілізації І. Г. Єременко продовжує роботу літературним редактором у газеті «Радянська освіта», а згодом повертається до педагогічної діяльності в педагогічному училищі — спочатку у Новомиргородському, пізніше — у Коростишівському.
Педагогічну діяльність Іван Гаврилович поєднує з підвищенням свого наукового рівня. Після успішного складання кандидатського мінімуму, з 1949 року він розпочинає навчання в аспірантурі НДІ дефектології Міністерства освіти України. У 1952 році він успішно захищає дисертацію на здобуття наукового ступеня кандидата педагогічних наук на тему: «Роль особистого прикладу вчителя у вихованні».
Згодом (1952—1959 рр.) його наукова робота поєднується з викладацькою діяльністю. В цей час він працює завідувачем кафедри педагогіки і психології Київського інституту фізичної культури. Тому, не випадково, об'єктом його наукових досліджень постають питання фізичного виховання учнівської молоді. В цей час виходять з друку такі його праці як: «Розвиток фізичного виховання в Україні», «Підготовка викладачів фізичного виховання».
У 1959 році І. Г. Єременко запрошують на посаду завідувача відділу дефектології в Науково-дослідний інститут педагогіки УРСР.
З цього часу вся його багатогранна і плідна діяльність пов'язана з розробкою проблем виховання і навчання дітей з особливостями психофізичного розвитку.
У 1965 році починає виходити Республіканський науково-методичний збірник «Питання дефектології» за редакцією М. Д. Ярмаченка, а з 1976 року — І. Г. Єременка.
І. Г. Єременко у 1967 році успішно захистив докторську дисертацію на тему: «Організація навчальної діяльності учнів допоміжної школи на основі підвищення їх пізнавальної активності».
У 1969 році у видавництві «Просвещение» виходить науково-методичний журнал академії педагогічних наук СРСР «Дефектології», до редакційної колегії якої входив І. Г. Єременко разом з Г. М. Дульневим, Х. С. Замським, Т. О. Власовою.
Іван Гаврилович Єременко упродовж свого життя мріяв про створення Інституту дефектології України як самостійної науково-дослідної установи. Ця мрія здійснилася у 1993 році, коли за наказом Міністерства освіти у системі АПН України було створено Інститут дефектології, який очолив В. І. Бондар. Цікаво, що І. Г. Єременко деякий час працював головним науковим співробітником цього інституту, ініціював і підтримував надалі створення самостійних лабораторій дефектологічного профілю у складі українського науково-дослідного інституту педагогіки.
За великі заслуги та плідну діяльність у галузі спеціальної освіти дітей з розумовою відсталістю, за високі професійні і ділові якості І. Г. Єременко був нагороджений державними відзнаками «Відмінник освіти СРСР», «Відмінник освіти України», почесними грамотами Міністерства освіти і Президії АПН України. Постановою Кабінету Міністрів України І. Г. Єременку було присуджено довічну державну стипендію.
Іван Гаврилович Єременко помер, на 87 році життя, 23 липня 2002 року у Києві. Похований на Байковому кладовищі.

## Наукові праці
- Аномалії у дітей. — Київ, 1966.
- Дидактичні основи уроку в допоміжній школі. — К.: Радянська школа, 1966. — 130 с.
- Организация учебной деятельности учащихся вспомогательной школы на основе повышения их познавательной активности / автореф. дисс. … д-ра пед. наук. — 13.00.03 — специальная педагогика. — К., 1967. — 68 с.
- Наукові основи корекційно-виховної роботи в допоміжній школі. Метод. лист. — Київ: Радянська школа, 1970. — 51 с.
- Познавательные возможности учащихся вспомогательной школы. — К.: Радянська школа, 1972. — 130 с.
- Материалы исследования процесса обучения во вспомогательной школе. — К.: Педобщество УССР, 1972. – Ч. 1. – 111 с.
- Материалы исследования процесса обучения во вспомогательной школе. — К.: Педобщество УССР, 1972. – Ч. ІІ. — 83 с.
- Диференційоване навчання в допоміжній школі. — К.: Радянська школа, 1978. — 142 с. (співавтори — Вавіна Л. С., Мерсіянова Г. М.).
- Готовність розумово відсталих дітей до навчання в допоміжній школі. — К.: Радянська школа, 1981. — 101 с. (співавтор — Турчинська В. Є.).
- Олигофренопедагогика. — К.: Вища школа, 1985. — 328 с.
- Основи спеціальної дидактики / За ред. д-ра пед. наук., проф. І. Г. Єременка. — 2-е вид., переробл. — К.: Радянська школа, 1986. — 200 с.
- Пропедевтична основа формування готовності до навчання учнів допоміжної школи: метод. реком. / Укл.: І. Г. Єременко. — К.: ІЗИН, 1997. — 72 с.